# Lino Sliskovic
Lino Sliskovic (* 26. Mai 1998 in Berlin) ist ein ehemaliger deutscher Kinderdarsteller.

## Wirken
Lino Sliskovic wurde 2006 Mitglied des Jungen Ensembles des Friedrichstadt-Palasts in Berlin. Als Kinderdarsteller wirkte er seit 2008 in namhaften deutschen Fernsehserien wie Das Traumhotel, SOKO Wismar oder der Telenovela Verliebt in Berlin mit. In dem Fernsehfilm Der Mann mit dem Fagott bekleidete er die Rolle des Joe Bockelmann.
Lino Sliskovic lebt in Berlin.

## Filmografie (Auswahl)
- 2006: Verliebt in Berlin (Telenovela)
- 2008: Wir sind das Volk – Liebe kennt keine Grenzen (Fernsehfilm)
- 2009: Das Traumhotel – Malaysia (Fernsehreihe)
- 2009: Zeit für Träume (Fernsehfilm)
- 2009: Inga Lindström – Sommermond (Fernsehreihe)
- 2010: SOKO Wismar (Fernsehserie, 1 Folge)
- 2011: Der Mann mit dem Fagott (Fernsehfilm)
- 2011: Entführt: Vincent (Fernsehfilm)